# 木星の太陽面通過 (冥王星)
冥王星における木星の太陽面通過（もくせいのたいようめんつうか）とは、冥王星と太陽のちょうど間に木星が入り、太陽面を通過する天文現象である。
冥王星で惑星の太陽面通過が見られる頻度は、太陽系の惑星においてこれが見られる頻度に比べると低い。これは冥王星の軌道傾斜角が、太陽系の惑星と比較して大きいためである。冥王星で木星の太陽面通過が起こるのは、紀元前125000年から125000年の25万年間で38回である（同じ期間で、最も少ない回数である土星でも160回起こる）。最も直近で起こったのは1771年5月22日である。次回は11688年3月15日に起こる。

## 太陽面通過の起こる日
日付は最大食の日付(UTC)。ここでの「BC」は紀元前を示す。
| 年月日           | 最大食 |
| ---------------- | ------ |
| BC12625年9月11日 | 16:04  |
| BC4974年7月30日  | 16:19  |
| BC4149年3月31日  | 19:11  |
| BC2269年1月26日  | 14:52  |
| 1771年5月22日    | 20:52  |
| 11688年3月15日   | 16:04  |
| 15377年5月1日    | 22:33  |
| 40572年7月21日   | 17:02  |
| 43709年12月19日  | 12:14  |
| 49664年9月8日    | 01:26  |